# 角谷精三
角谷 精三（すみや　せいぞう、1926年 - 2015年8月11日）は名古屋市出身の日本のアコーディオニスト。

## 来歴・人物
- 愛知県高浜市生まれ。
- 1947年からアコーディオンを学び1948年からバンドマンとなる。
- 1951年独立バンドを結成する。キャバレー、クラブ、ダンス・ホール、レストラン等においてバンドマスターとして出演する。また、NHKのど自慢等の伴奏者として活躍する。
- 1995年独立バンドを解散し、フリーとなる。以降、ラジオ、テレビ出演の他、スタジオ録音、コマーシャル・ソングの作曲活動を行う。
- 2015年8月11日死去

## 参考資料
- 角谷精三のホームページ/ http://www18.tok2.com/home/wani/ss/indextop.html